# Halsteren

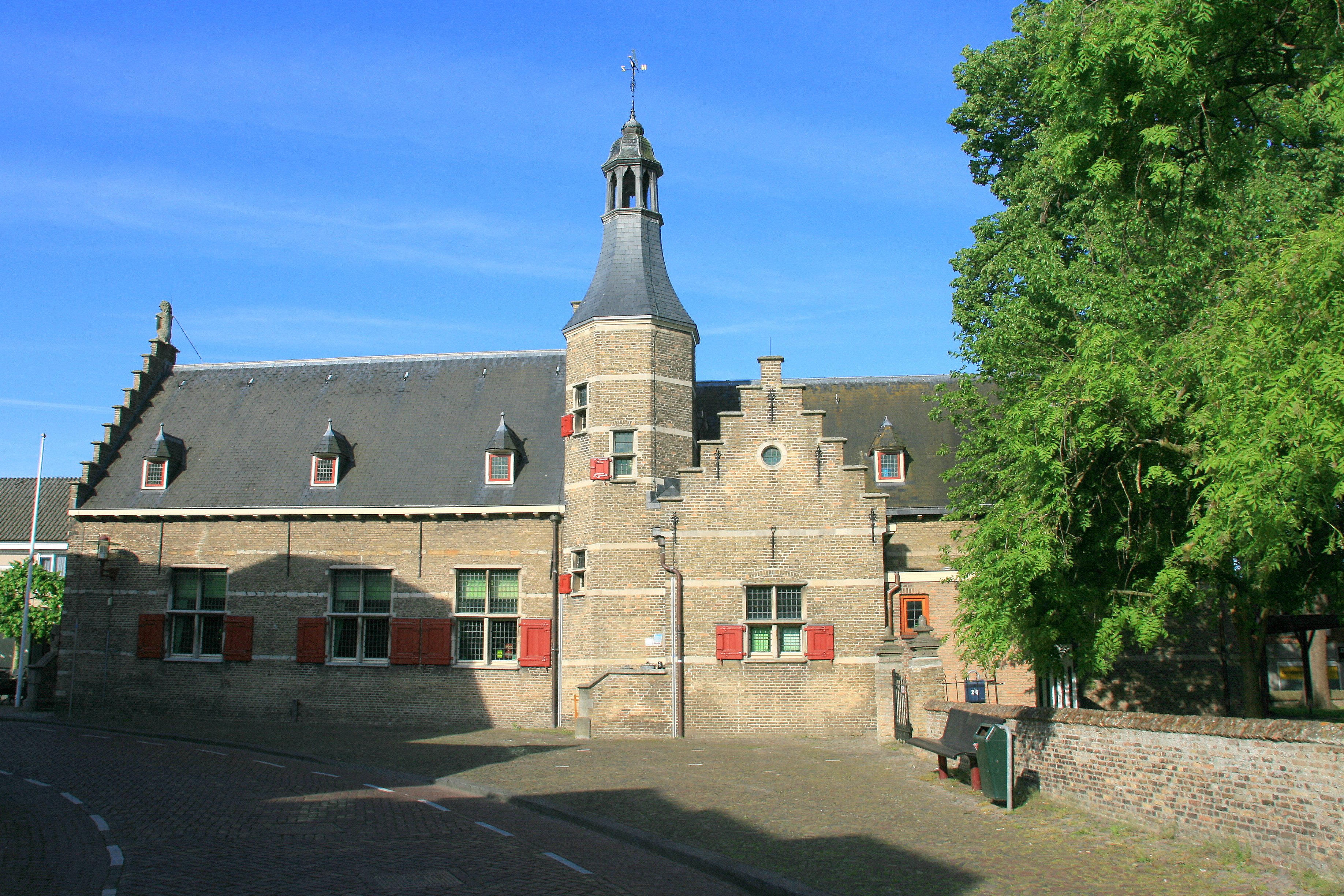
L'ex-municipio di Halsteren

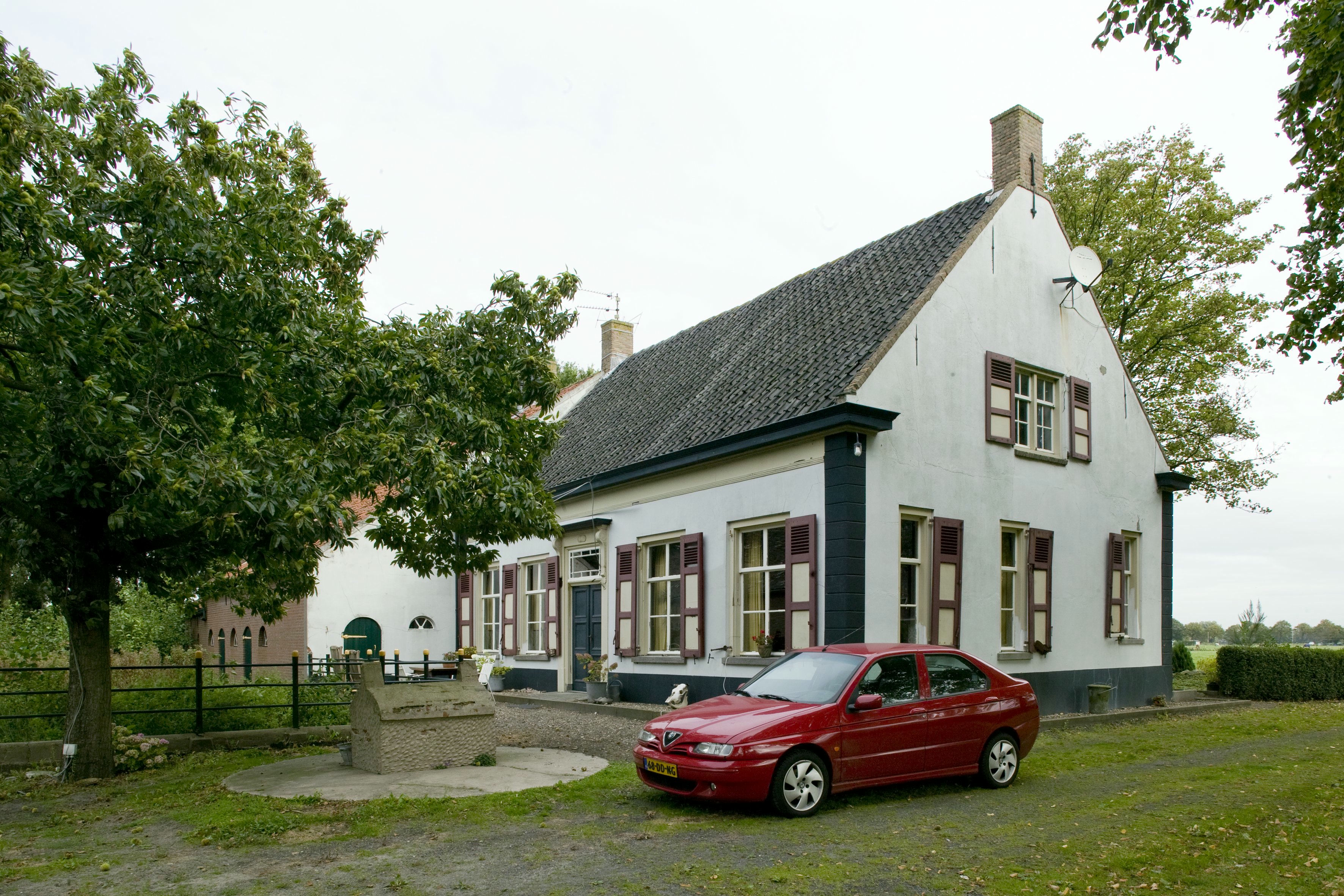
Fattoria a Halsteren

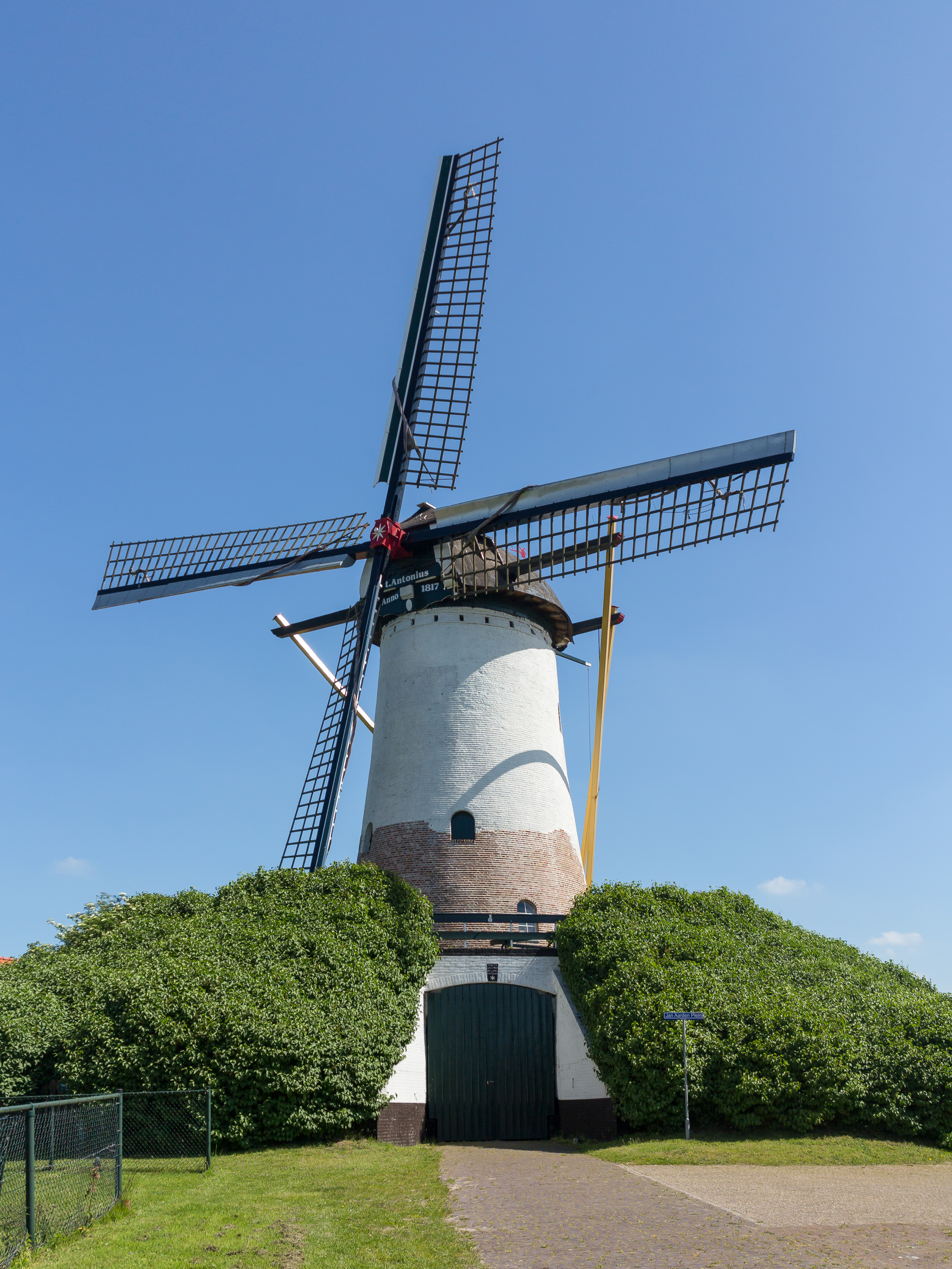
Halsteren: il Sint Antoniusmolen

Halsteren (in brabantino e zelandese: Altere) è una località di circa 11.000 abitanti del sud-est dei Paesi Bassi, facente parte della provincia del Brabante Settentrionale e situato nella regione del Brabante Occidentale e lungo il corso del fiume Eendracht. Dal punto di vista amministrativo, si tratta di un ex-comune, dal 1997 accorpato alla municipalità di Bergen op Zoom.

## Geografia fisica
Halsteren si trova nella parte sud-occidentale della provincia del Brabante Settentrionale, al confine con la provincia della Zelanda (si affaccia sulla penisola zelandese di Tholen, da cui è separata dal corso del fiume De Eendracht) e tra le località di Bergen op Zoom e Steenbergen (rispettivamente a nord della prima e sud della seconda).

## Origini del nome
Sulle origini del toponimo Halsteren, attestato in questa forma a partire dal 1290 e precedentemente attestato come Halchterth, Halstert (1272) e come Haltre (1274), ci sono due diverse spiegazioni etimologiche.
Secondo una prima ipotesi, sarebbe formato dal termine halha, che significa "propaggine di un terreno elevato", e dal termine stert, che significa "coda".
Secondo un'altra ipotesi, il nome originario Halchterth sarebbe formato da halcht, che sarebbe da intendere come halft, ed erth, che significherebbe "terra".

## Storia

### Dalla fondazione ai giorni nostri
Le più antiche attestazioni sull'esistenza della località risalgono almeno al 1253. La località è menzionata nel XIII secolo come un porto sul fiume Schelda.
Fu a Halsteren che nel 1494 Erasmo da Rotterdam scrisse il suo primo libro, ovvero Antibarbari.
Nel 1810, il territorio della municipalità di Halsteren si ingrandì con l'annessione dell'ex-signoria di Noordgeest.

### Simboli
Nello stemma di Halsteren è raffigurata, tra l'altro, la leggenda di San Martino, patrono locale, che dona il suo mantello al povero. Nello stemma è inoltre presente lo stemma dei marchesi di Bergen op Zoom.
|  |

## Monumenti e luoghi d'interesse
Halsteren vanta 23 edifici classificati come rijksmonumenten .

### Architetture religiose

#### Chiesa di San Quirino
Tra gli edifici principali di Halsteren, figura la chiesa di San Quirino (Quirinuskerk), situata al nr. 51 della Dorpstraat e realizzata nel 1913 su progetto di Jos Cuijpers.

#### Chiesa di San Martino
Non rimane invece molto della chiesa di San Martino, risalente al XIV-XV secolo.

### Architetture civili

#### Municipio
Altro edificio d'interesse è l'ex-municipio, situato al nr. 22 della Dorpsstraat e la cui facciata principale risale al 1633.

#### Sint Anthoniusmolen
Altro edificio d'interesse è il Sint Anthoniusmolen o Sancto Antonio, un mulino a vento risalente al 1817.

#### Ponte per Tholen
Risale invece al 1928 il ponte che collega Halsteren con la penisola zelandese di Tholen.

### Architetture militari

#### Forte De Roovere
Altro punto d'interesse della località è rappresentato dal forte De Roovere, una fortificazione lungo la West Brabantse Waterlinie realizzata nel 1628.

## Società

### Evoluzione demografica
Nel 2011, la popolazione stimata di Hasteren era pari a 11.160 abitanti.
La località ha quindi conosciuto un incremento demografico rispetto al 2008, quando la popolazione stimata era pari a circa 10.400 abitanti, e al 2001, quando la popolazione censita era pari a 10.015 abitanti.

## Cultura

### Eventi
- Braderie (a metà settembre)[2]
- Molenfeesten[2]
- Rock over Halsteren[2]

## Geografia antropica

### Suddivisioni amministrative
Buurtschappen
- Nieuwe Molen
- Oude Molen
- Slikkenburg
- Spinolaberg
- Vetterig
- Vrederust

## Sport
- La squadra di calcio locale è l'RKSV Halsteren, club fondato nel 1926[10]